# Arbellara
Arbellara (Corsicaans: Arbiddali) is een gemeente in het Franse departement Corse-du-Sud (regio Corsica) en telt 127 inwoners (2004). 

## Geografie
De oppervlakte bedraagt 11,29 km², de bevolkingsdichtheid is 11 inwoners per km.

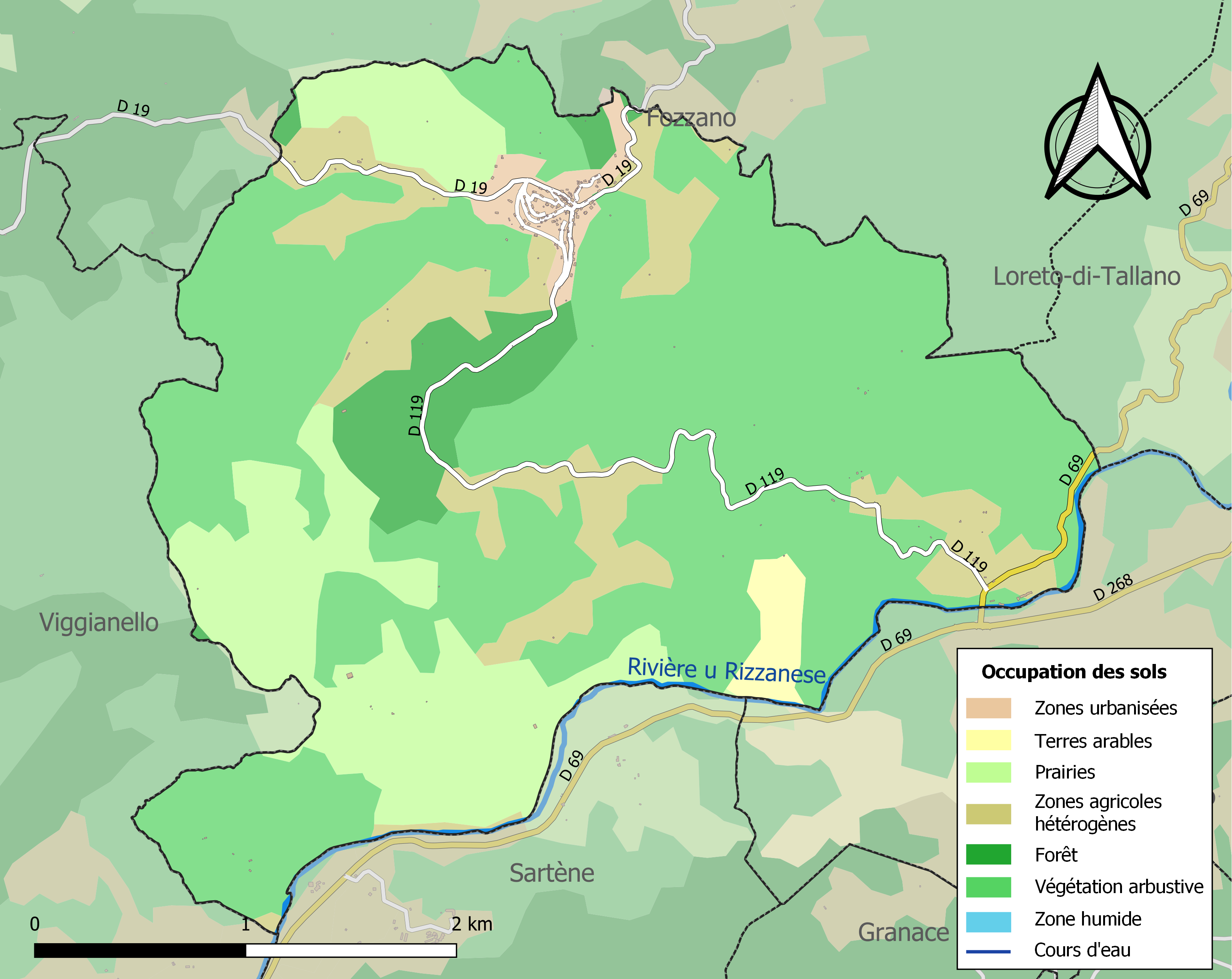
Kaart van de gemeente met de belangrijkste infrastructuur, bodemgebruik en omliggende gemeenten

## Demografie
Vanwege een beveiligingsprobleem met de MediaWiki Graph-software is het momenteel niet mogelijk deze grafiek weer te geven. Zodra de software is bijgewerkt zal de grafiek vanzelf weer zichtbaar worden.